# Fosse no 5 - 5 bis des mines de Lens
La fosse no 5 - 5 bis dite Saint-Antoine ou Antoine Scrive-Labbe de la Compagnie des mines de Lens est un ancien charbonnage du Bassin minier du Nord-Pas-de-Calais, situé à Avion. Les travaux de la fosse no 5 commencent en 1872, et sont marqués par les fortes venues d'eau. La fosse commence à extraire en 1875 dans des installations dites luxueuses. Les terrils nos 81 et 81A, 5 de Lens Est et 5 de Lens Ouest, sont édifiés de part et d'autre de la fosse. Un puits no 5 bis est ajouté à une vingtaine de mètres au sud-est en 1898. La fosse est détruite durant la Première Guerre mondiale. Elle est reconstruite suivant le style architectural des mines de Lens d'après-guerre. Elle est également endommagée durant la Seconde Guerre mondiale, à cause de sa proximité avec les installations ferroviaires.
La Compagnie des mines de Lens est nationalisée en 1946, et intègre le Groupe de Lens. En 1952, ce dernier fusionne avec le Groupe de Liévin pour former le Groupe de Lens-Liévin. Le chevalement métallique du puits no 5 est réparé en 1953, alors que le chevalement en béton armé du puits no 5 bis est reconstruit dans un style plus simpliste. Le puits no 5 bis est remblayé en 1967. le puits no 5, en revanche, assure le service et l'aérage de la fosse no 11 - 19 jusqu'à la fermeture de celle-ci en 1986, le puits no 5 est comblé. Les chevalements sont détruits deux ans plus tard. Les terrils coniques ont été exploités avant la fermeture de la fosse.
Le carreau de fosse est repris par Gazonor qui l'exploite pour le grisou. Au début du XXIe siècle, Charbonnages de France matérialise les têtes des puits nos 5 et 5 bis. Les terrils sont des espaces verts.

## La fosse

### Fonçage
La fosse no 5 est commencée en 1872 par la Compagnie des mines de Lens à Avion, à 780 mètres au sud du clocher de Lens, et à 240 mètres à l'est du canal de Liévin.

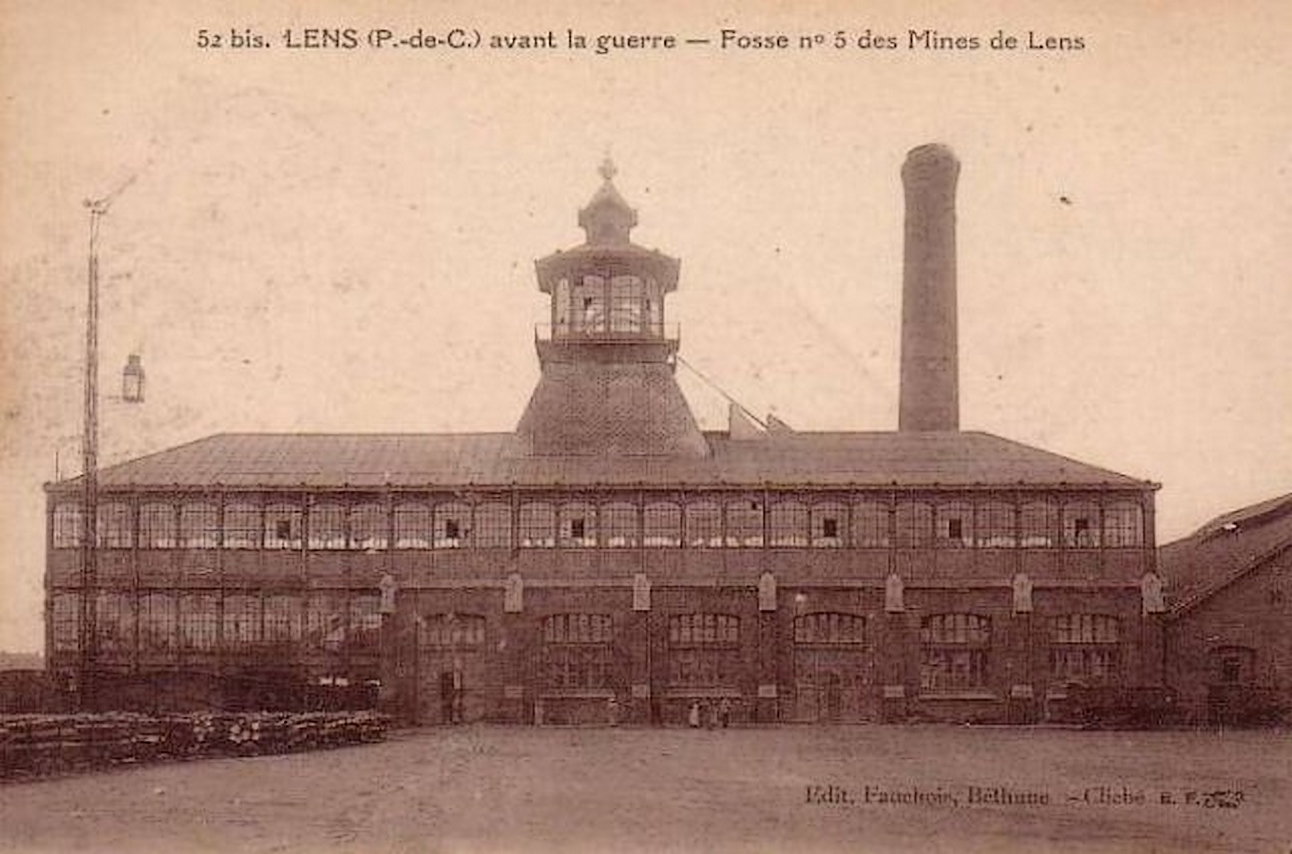
La fosse no 5.

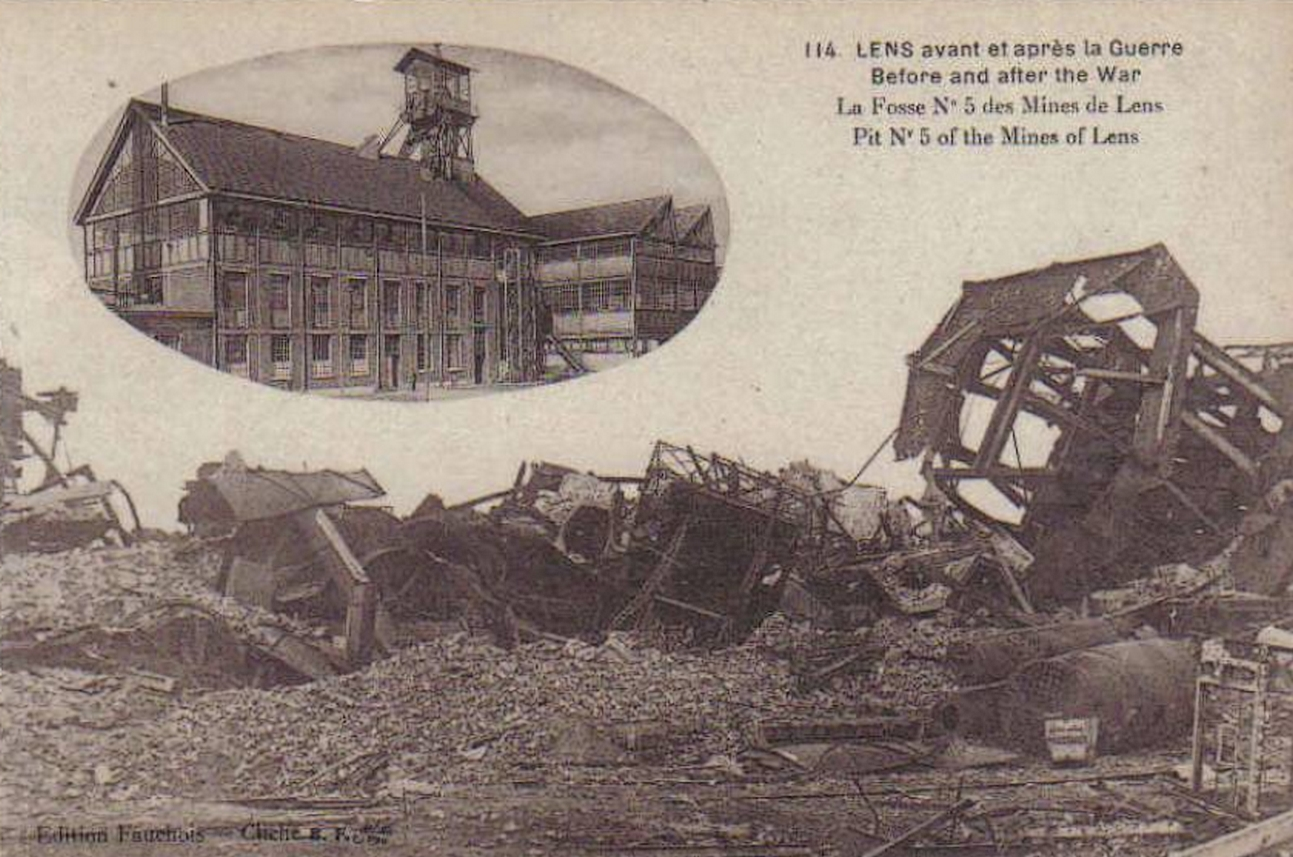
La fosse no 5 - 5 bis après la guerre, et avant celle-ci.

L'orifice du puits est situé à l'altitude de 42 mètres,. Le niveau est passé avec beaucoup de difficultés, au moyen de six pompes de 55 centimètres de diamètre, donnant douze coups par minute. Celles-ci sont commandées par deux cylindres à vapeur, l'un de 1,45 mètre de diamètre et de 2,50 mètres de course, et l'autre de 1,10 mètre de course et 2,80 mètres de course, développant un millier de chevaux. La venue d'eau maximale a été de 25 000 hectolitres par heure, soit 600 000 hectolitres par 24 heures. Le diamètre utile du puits est de cinq mètres. Le terrain houiller est atteint à la profondeur de 155 mètres,.
La fosse est baptisée Saint-Antoine en l'hommage d'Antoine Scrive-Labbe.

### Exploitation
La fosse entre en exploitation en 1875,. Le puits est profond de 283 mètres vers 1880. La fosse est installée grandiosement : machine à deux cylindres horizontaux d'un mètre de diamètre et 1,80 mètre de course, cages à deux étages renfermant quatre chariots par étage, système spécial de nettoyage des charbons, constructions luxueuses. Du reste le chiffre de son extraction journalière répond à la magnificence de son installation. Elle fait le plus grand honneur à l'Ingénieur M. Reumaux, et lui a fait obtenir, concurremment avec ses autres mérites, la décoration de la Légion d'Honneur, au commencement de l'année 1879.
Dans les années 1890, les accrochages sont établis à 190, 245 et 320 mètres de profondeur. Le puits est profond de 328,51 mètres. Le puits no 5 bis est commencé en 1898, à 21 mètres au sud-est du puits no 5.
La fosse est détruite durant la Première Guerre mondiale. Elle est reconstruite suivant le style architectural des mines de Lens d'après-guerre.
Située près de la ligne d'Arras à Dunkerque-Locale et d'un nœud ferroviaire, la fosse est bombardée durant la Seconde Guerre mondiale, et relativement endommagée.
La Compagnie des mines de Lens est nationalisée en 1946, et intègre le Groupe de Lens. En 1952, ce dernier fusionne avec le Groupe de Liévin pour former le Groupe de Lens-Liévin. Le chevalement métallique du puits no 5 est réparé en 1953, il en est de même pour le chevalement en béton armé du puits no 5 bis, qui est reconstruit dans un style plus simpliste.
Le puits no 5 bis, profond de 432 mètres, est remblayé en 1967. Le puits no 5 est doté de ventilateurs, puisqu'il assure le service et l'aérage de la fosse no 11 - 19, sise à Loos-en-Gohelle à 3 925 mètres au nord-ouest. La fosse no 5 ferme en 1986, en même temps que la concentration. Le puits no 5, profond de 971 mètres, est comblé la même année. Les installations de surface sont détruites en 1988.

### Reconversion
Après son arrêt, la fosse est encore exploitée pour son grisou par Gazonor, au même titre que la fosse no 7 - 7 bis des mines de Liévin située dans la même commune.
Au début du XXIe siècle, Charbonnages de France matérialise la tête de puits. Le BRGM y effectue des inspections chaque année. Le seul vestige de la fosse est le bâtiment de dégazage, occupé par Gazonor.

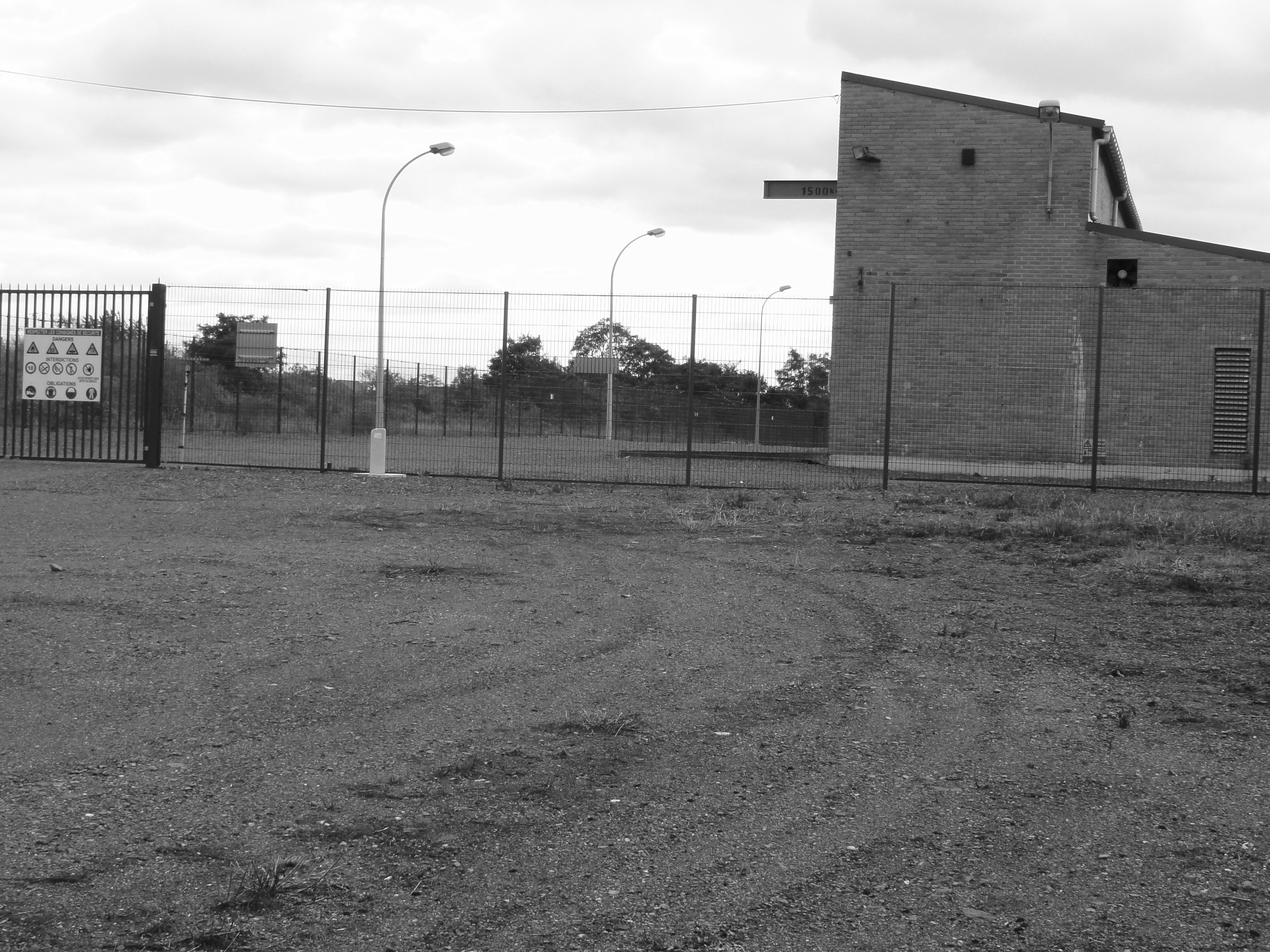
L'entrée de la fosse.
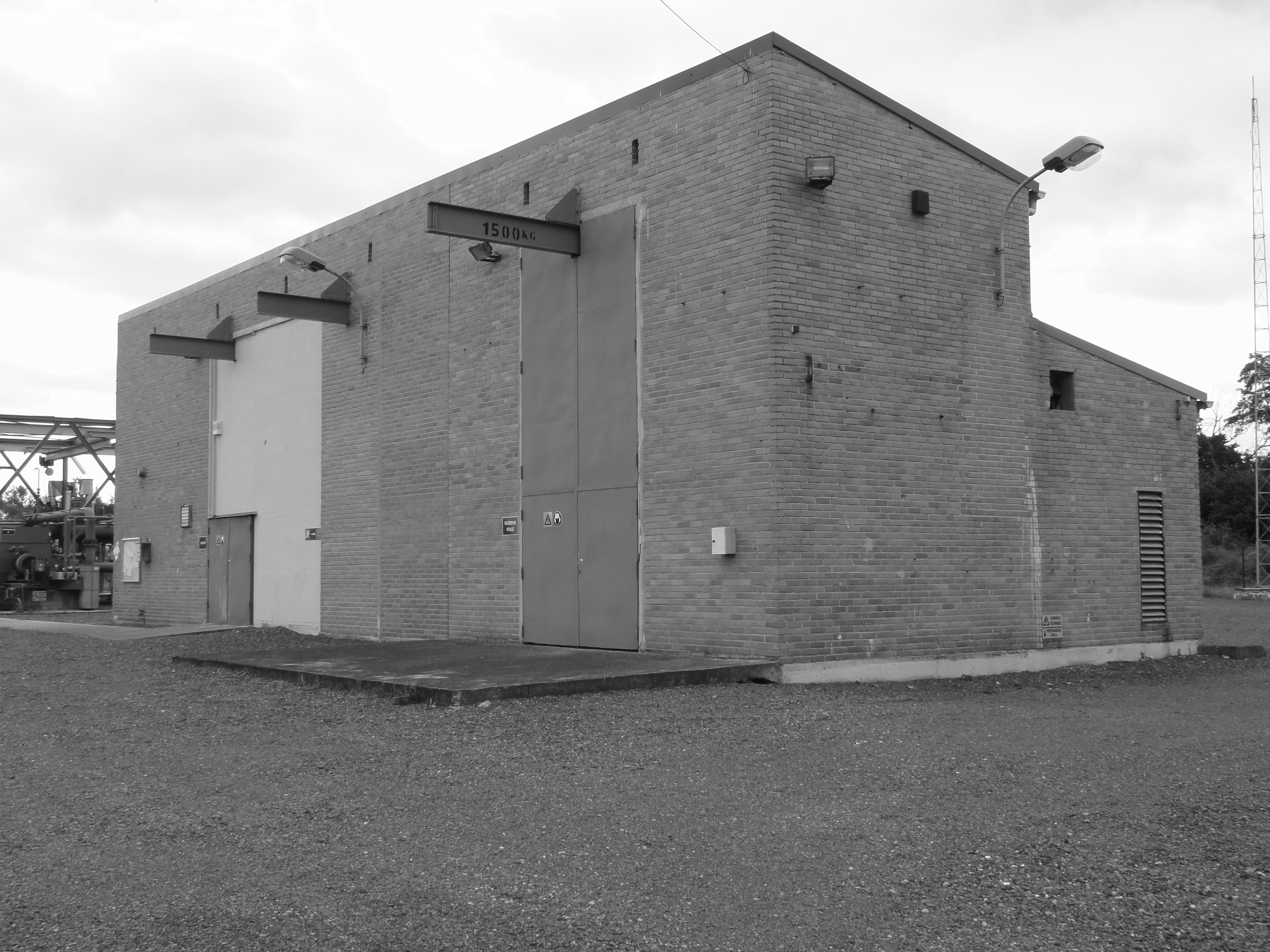
Le bâtiment du dégazage.
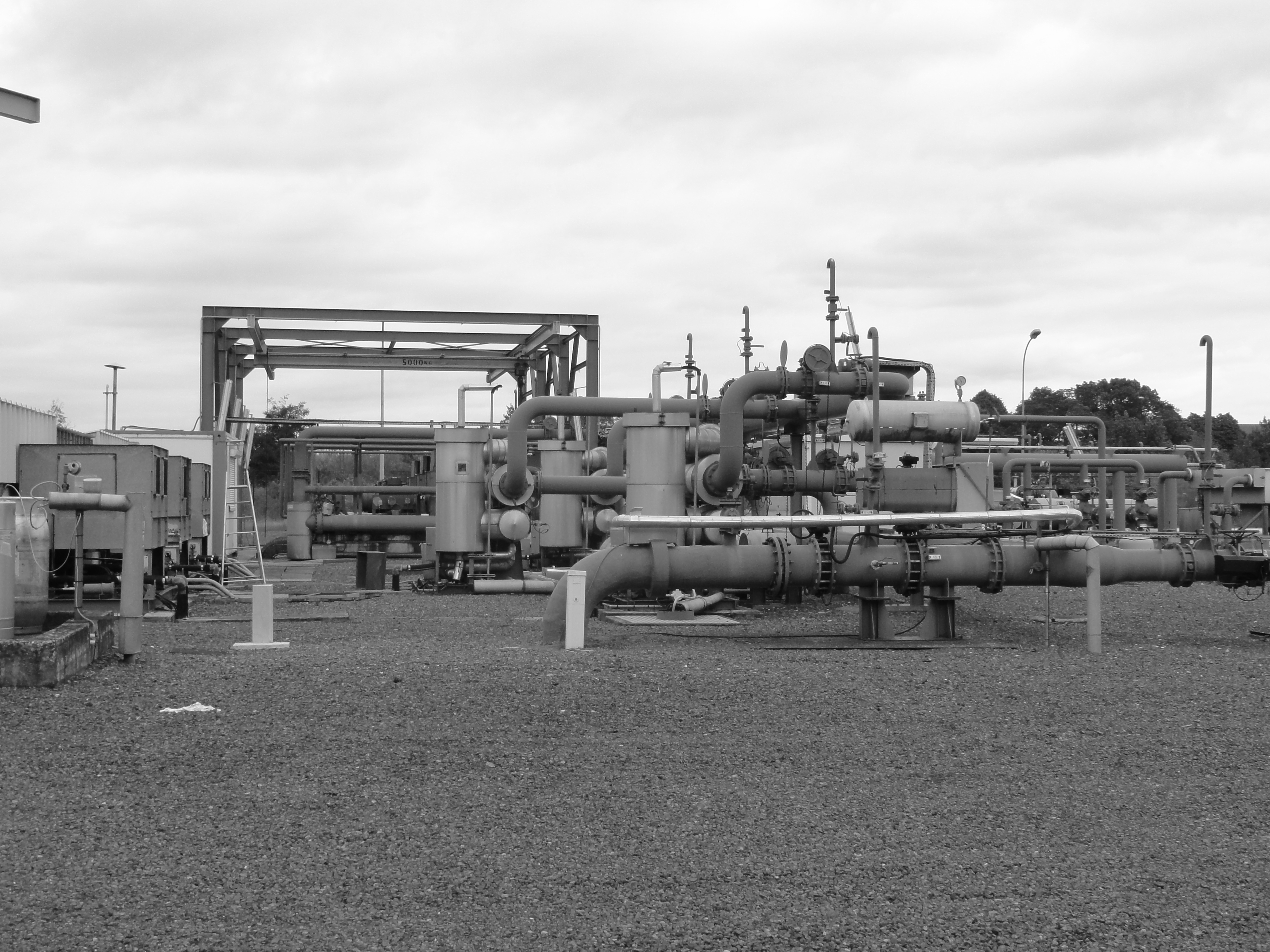
Les installations sur le puits no 5.
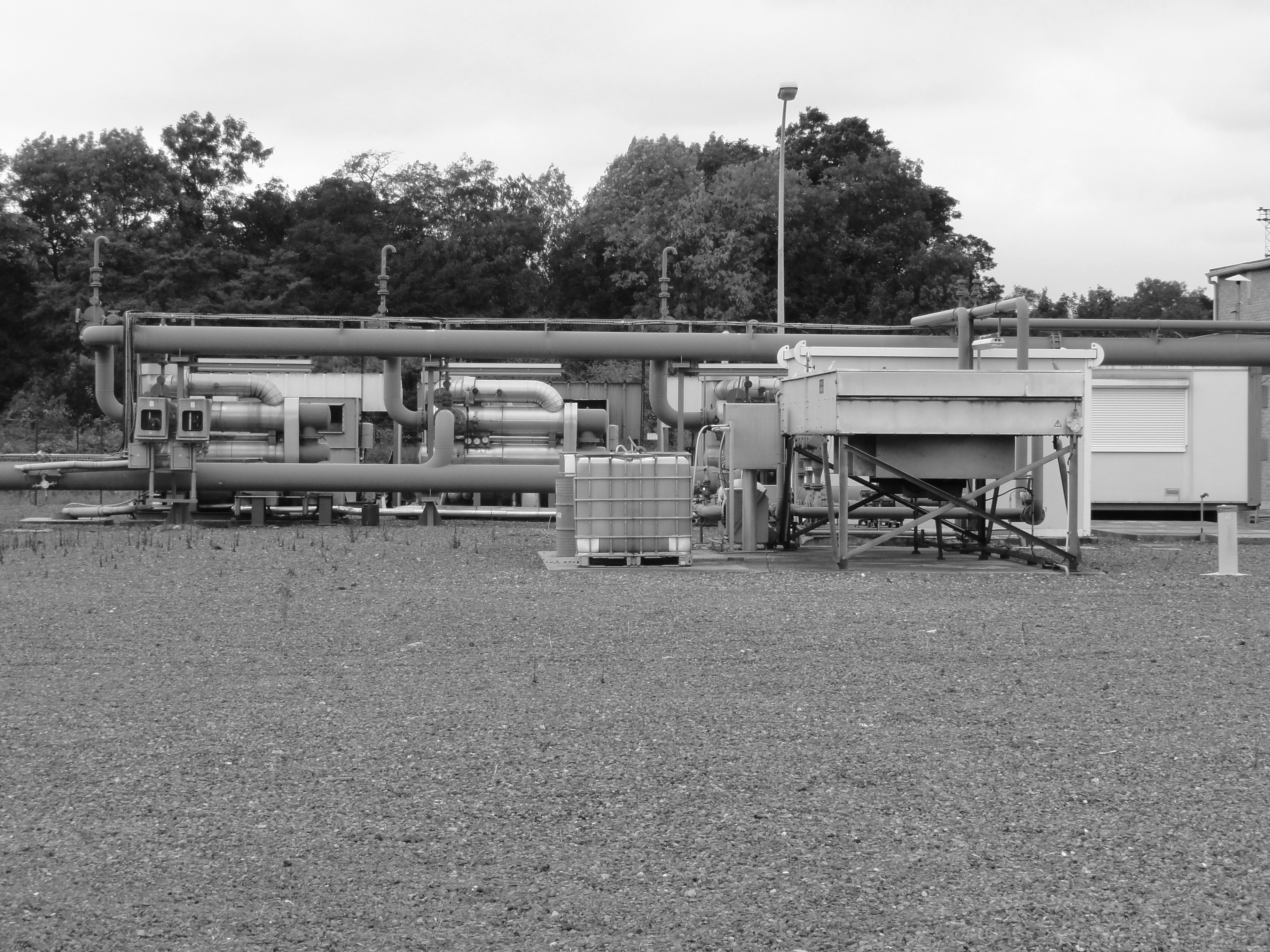
Les installations sur le puits no 5.
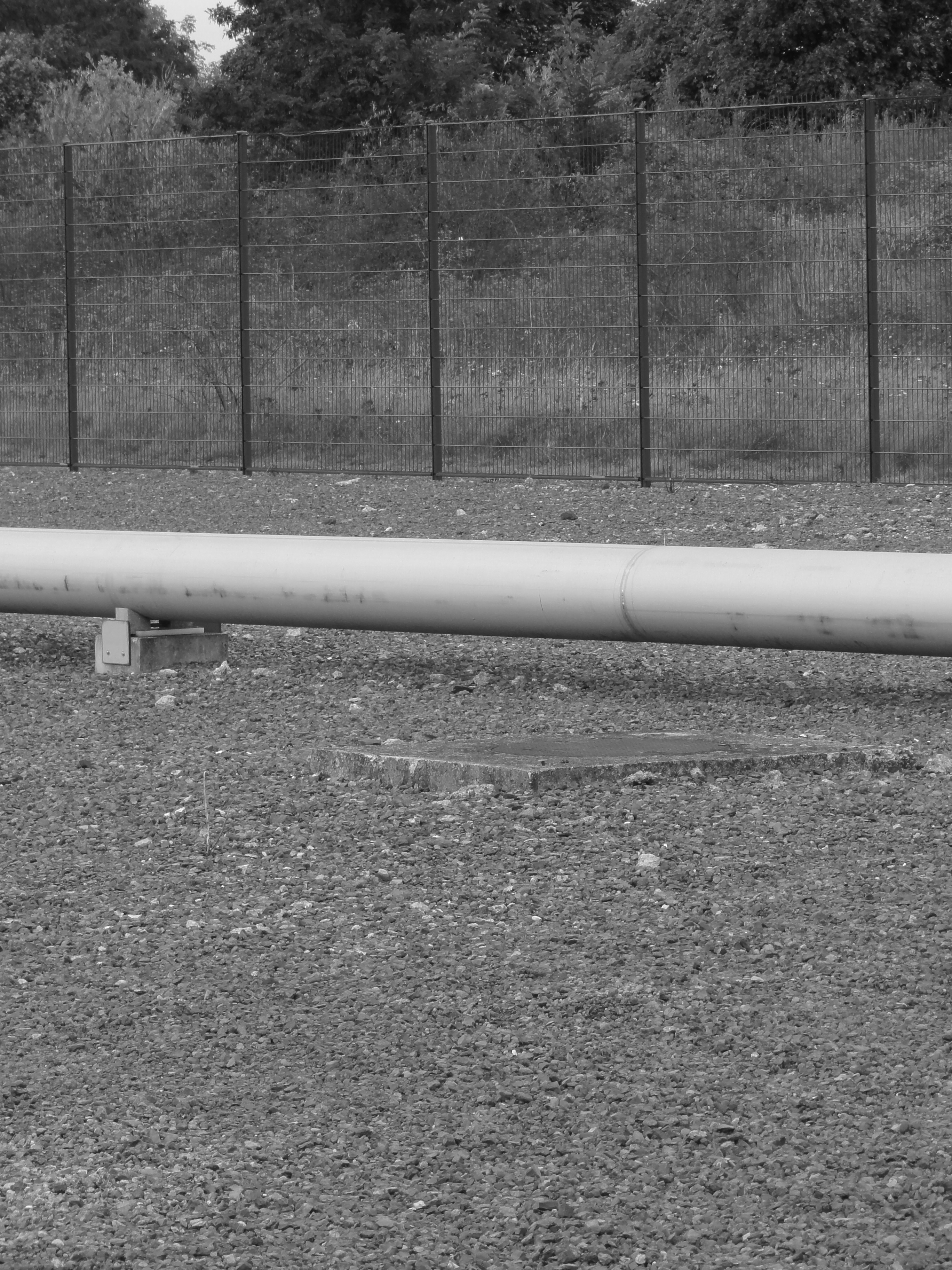
La tête de puits matérialisée no 5 bis.
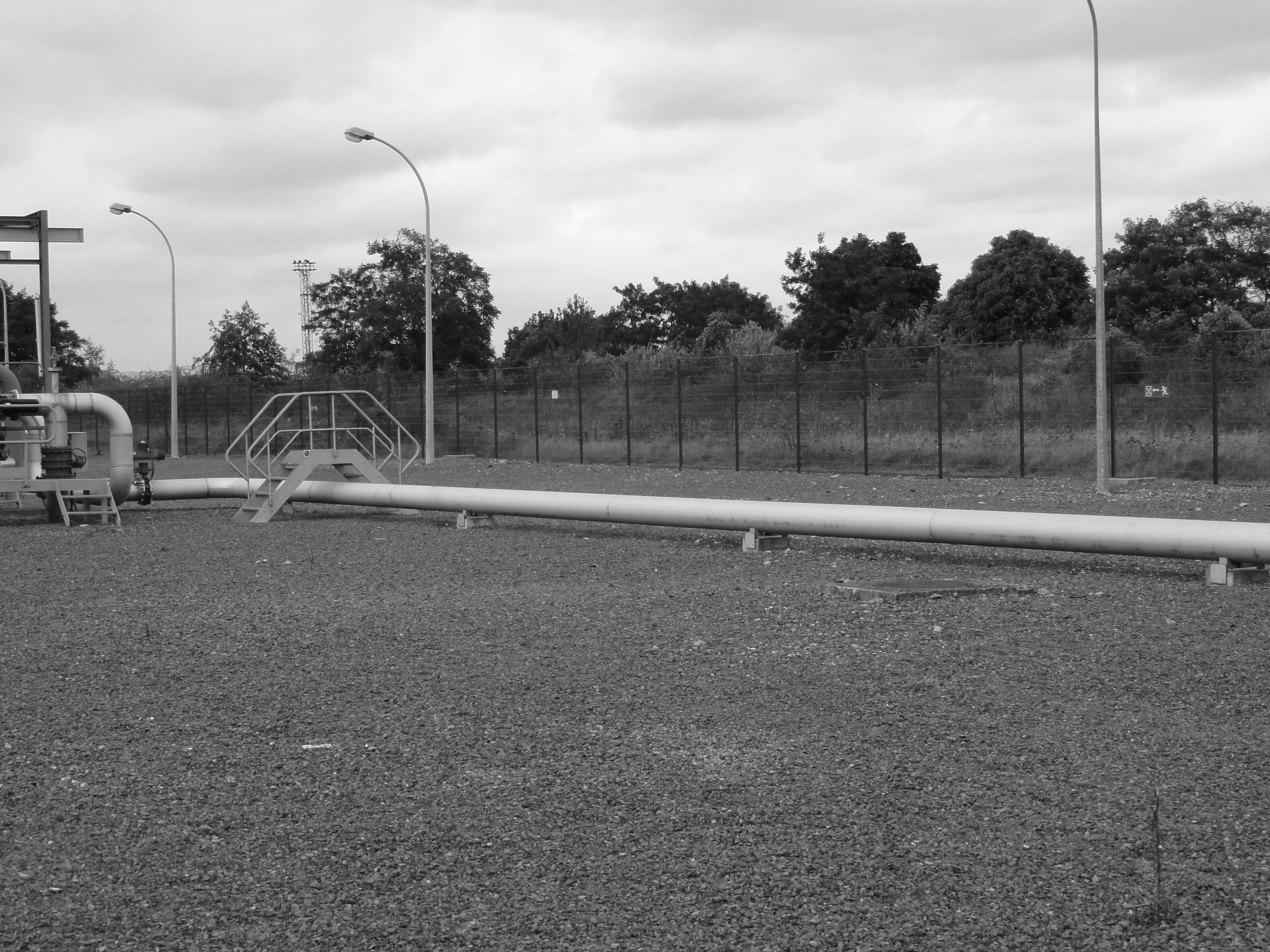
Le puits no 5 bis dans son environnement.

## Les terrils
Deux terrils résultent de l'exploitation de la fosse.

### Terrilno81, 5 de Lens Est

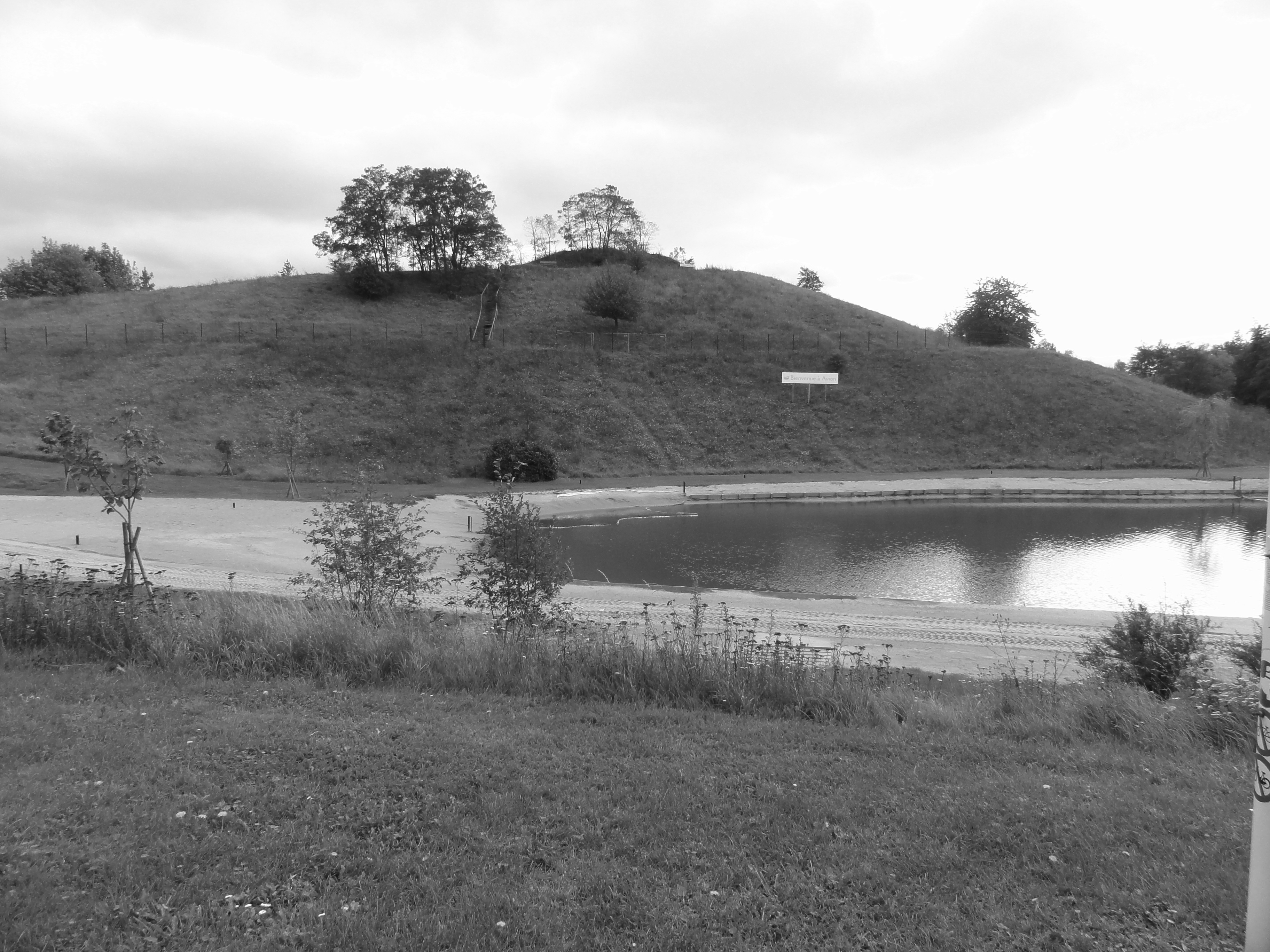
Le terril 5 de Lens Est.

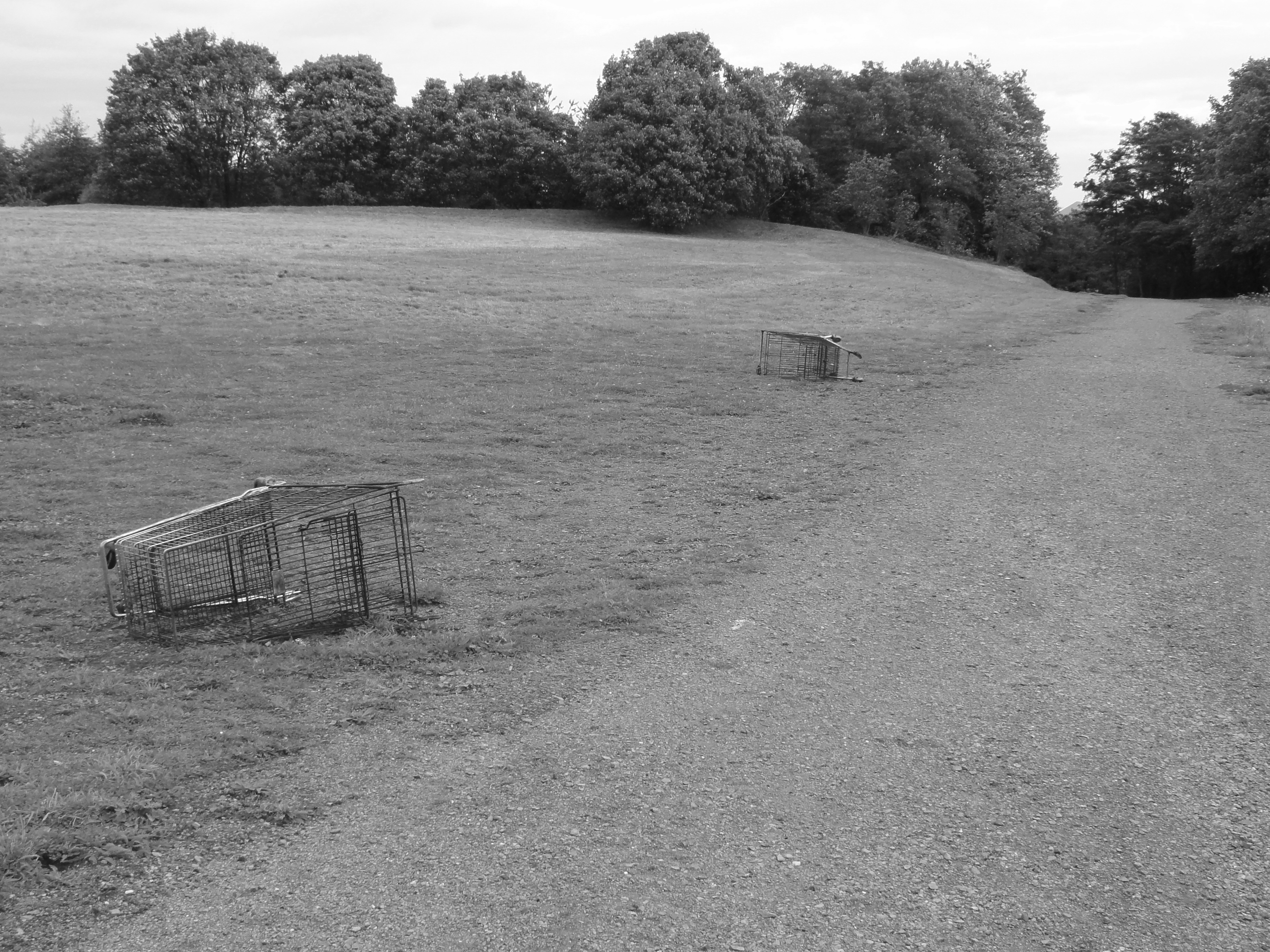
Le terril 5 de Lens Ouest.

50° 25′ 09″ N, 2° 50′ 06″ E
Le terril no 81, situé à Avion, est un des deux terrils coniques de la fosse no 5 - 5 bis des mines de Lens. Initialement haut de 67 mètres, son sommet a été exploité.

### Terrilno81A, 5 de Lens Ouest
50° 25′ 16″ N, 2° 49′ 23″ E
Le terril no 81A, situé à Lens, est un des deux terrils coniques de la fosse no 5 - 5 bis des mines de Lens. Initialement haut de 61 mètres, il a été entièrement été exploité et reconverti en zone industrielle sur une partie du site, l'autre partie est plus élevée et est un espace vert.